# Апней (станція метро)
51°32′18″ пн. ш. 0°06′06″ сх. д. / 51.538468° пн. ш. 0.101562° сх. д.
Апней (англ. Upney) — станція лінії Дистрикт Лондонського метрополітену. Станція знаходиться у боро Баркінг і Дагенем, Великий Лондон, у 4-й тарифній зоні, між метростанціями Баркінг та Беконтрі. В 2017 році пасажирообіг станції — 2.70 млн пасажирів

## Історія
- 12. вересня 1932 — відкриття станції у складі London, Midland and Scottish Railway

## Пересадки
- На автобуси London Buses маршруту 62.

## Послуги
| Попередня станція | Лінія | Лінія                           | Лінія | Наступна станція |
| ----------------- | ----- | ------------------------------- | ----- | ---------------- |
| Беконтрі          |       | Лондонське метро Лінія Дистрикт |       | Баркінг          |